# Геласимова Антонина Николаевна
Геласимова Антонина Николаевна (р. 1897 г.) — советский педагог и деятель народного образования.
Активная участница революционных событий 1917—1918 годов, член правления Имано-Хабаровского союза народных учителей, член Военно-революционного трибунала г. Хабаровска, политический комиссар партизанской дивизии (1-я Томская дивизия, командир Г. Ф. Рогов) в Сибири.
Автор воспоминаний и работ по истории рабочего и профсоюзного движения и вопросам воспитания.

## Биография
Из автобиографической книги Антонины Герасимовой известно, что  родилась она в многодетной семье уссурийских казаков. Воспитывали их сурово, с раннего детства приучали к труду.
В 1914 г. сдала экстерном экзамен на звание учительницы начальной школы. Педагогическую деятельность начала в этом же году на Дальнем Востоке.
В 1918 −1929 гг. — на советской и профсоюзной работе.
В 1930 г. вела преподавательскую работу в высшей школе.

## Труды
Совместно с мужем Пантелеймоном Филипповичем Федорцом написала две книги «Плечом к плечу» и «Записки подпольщицы» — в которых рассказывается о революционной деятельности авторов в 1917 году на Дальнем Востоке, тогда двадцатилетних учителей, а также о работе на нелегальном положении во время интервенции, работе на Кузбассе, деятельности большевистского подполья и партизанской борьбе с колчаковщиной и интервентами.
- Записки подпольщицы / Вступ. слово Ф. Н. Петрова. — Москва : Мысль, 1967. — 304 с. : ил
- Плечом к плечу: Записки учительницы. — Хабаровск : Кн. изд-во, 1958. — 248

### Фонды
Содержание фонда Геласимовой Антонины Николаевны в научном архиве Российской академии образования (Академия педагогических наук СССР:
- Рукописи работ, статей и др. по вопросам:
  - воспитания, в том числе «О трудовом воспитании детей дошкольного возраста в семье»;
  - истории педагогики, в том числе «Записки учительницы» (1948);
  - истории рабочего и профсоюзного движения, в том числе «Октябрь в Хабаровске» (1950 г.), «Канун Октября» и др.
- Биографические и мемуарные документы (биография, мандаты, фоторграфии и др.) о жизни и деятельности А. Н. Геласимовой за 1918 1982 г.
- Коллекция документов по истории Октябрьской революции и гражданской войны на Дальнем Востоке за 1917—1922 гг., собранная Геласимовой, в том числе, копии протоколов III, IY и Y съездов Советов рабочих и солдатских, крестьянских и казачьих депутатов Дальнего Востока (1918 г.), копии приказов, постановлений Дальневосточного краевого исполкома Совета рабочих, солдатских, крестьянских и казачьих депутатов (1918 г.), справка о составе и работе Имано-Хабаровского союза народных учителей в период Октябрьской революции и гражданской войны на Дальнем Востоке и др.